# Pachycara crassiceps
Pachycara crassiceps is een straalvinnige vissensoort uit de familie van puitalen (Zoarcidae). De wetenschappelijke naam van de soort is voor het eerst geldig gepubliceerd in 1916 door Roule.